# 笑顔 (松浦亜弥の曲)
「笑顔」（えがお）は、松浦亜弥の19枚目のシングル。2007年8月29日に発売された。

## 概要
企画アルバム『Naked Songs』の発売や、藤本美貴とのユニット「GAM」としての活動はあったが、松浦亜弥名義としては前作から1年半ぶりのシングルとなった。
自身の20代で初めてのシングルで、2007年に発売された唯一のシングル。
元々は谷村有美が、CSニュース専門チャンネル「日テレNEWS24」の2006年年末特番・15時間特別番組「世相」のエンディング用に書き下ろした曲であったが、松浦がカバーして同局のイメージソングとして発売された。なお、「Crystal Time〜谷村有美 コンプリート・レコーディングス Sony Music Years BOX〜」（2007年12月19日発売）には、谷村がセルフリカバーしたものが収録されている。
また、カップリングに収録されている「あなたに出逢えて」も、谷村の楽曲のカバーである。（原曲は、アルバム「圧倒的に片想い」（1995年10月21日発売）他に収録。）

## 収録曲
全作詞・作曲：谷村有美
1. 笑顔 [5:46]
編曲：岡ナオキ
2. あなたに出逢えて [3:27]
編曲：上野圭一
3. 笑顔（Instrumental） [5:45]